# Кашопу
Кашопу (порт. Cachopo)  —  район (фрегезия) в Португалии,  входит в округ Фару. Является составной частью муниципалитета  Тавира. По старому административному делению входил в провинцию Алгарве (регион). Входит в экономико-статистический  субрегион Алгарве, который входит в Алгарве. Население составляет 1024 человека на 2001 год. Занимает площадь 197,56 км².
Покровителем района считается Стефан Первомученик (порт. Santo Estêvão). 